# Dáhíja
Dáhíja (arabsky  الضاحية الجنوبية‎, ad-Dáhíja al-Džanúbíja, francouzsky Banlieue Sud de Beyrouth či Dâhiye de Beyrouth) je převážně ší'itské muslimské předměstí na jihu libanonského Bejrútu. Žije zde menšina sunnitských muslimů a křesťanů. Nachází se zde palestinský uprchlický tábor, ve kterém žije 20 000 osob. Předměstí leží severně od Bejrútského mezinárodního letiště Rafíka Harírího a prochází jim dálnice M51. Sídlí zde politická a teroristická organizace Hizballáh.

## Historie

### Druhá libanonská válka
V červenci 2006, na začátku druhé libanonské války, zaútočily Izraelské obranné síly na čtvrť Harát Hurajk, ve které se nacházela budova televize al-Manár provozovaná Hizballáhem.
Dne 14. srpna, několik hodin po uzavření příměří, se Hizballáh zavázal k rekonstrukci domů, které byly poničeny.
V září 2006 se vůdce Hizballáhu Hasan Nasralláh zúčastnil shromáždění v Dáhíje, kde prohlásil: „Hizballáh božsky zvítězil nad Izraelem“. Mimo jiné uvedl, že Hizballáh má k dispozici 20 000 raket, zkritizoval libanonskou vládu a prohlásil, že by se měla vzniknout vláda národní jednoty.

### Bombové útoky v roce 2013
Dne 9. července, v předvečer ramadánu, bylo po výbuchu bomby na nákupní ulici zraněno 53 lidí. K útoku se přihlásila Svobodná syrská armáda.
Dne 16. srpna, měsíc po výbuchu bomby, došlo k dalšímu výbuchu bomby nastražené v autě. Při výbuchu zahynulo 21 lidí a dalších 200 osob bylo zraněno. K útoku se přihlásila skupina napojená na syrskou opozici brigáda Aiša.

### Letecký úder v roce 2024
Dne 27. září zaútočil Izrael na hlavní ústředí Hizballáhu, přičemž zahynul generální tajemník této organizace Hasan Nasralláh. Na začátku října zde při dalším náletu zemřel Nasralláhův nástupce Hášim Safí ad-Dín.